# Казанская церковь (Крыловка)
Церковь Казанской иконы Божией Матери — православный храм Воронежской епархии в селе Крыловка Новоусманского района Воронежской области.

## Фотографии

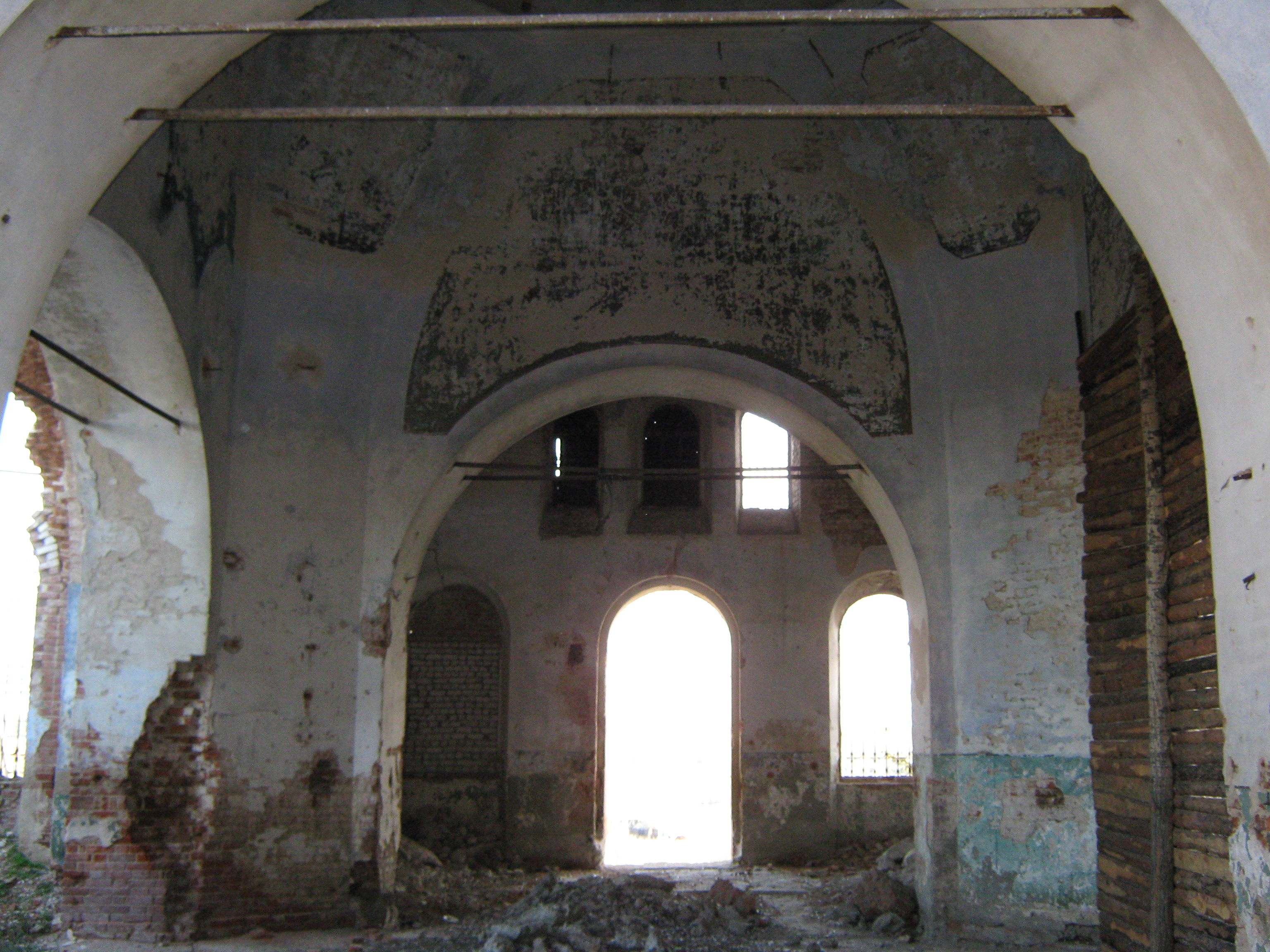
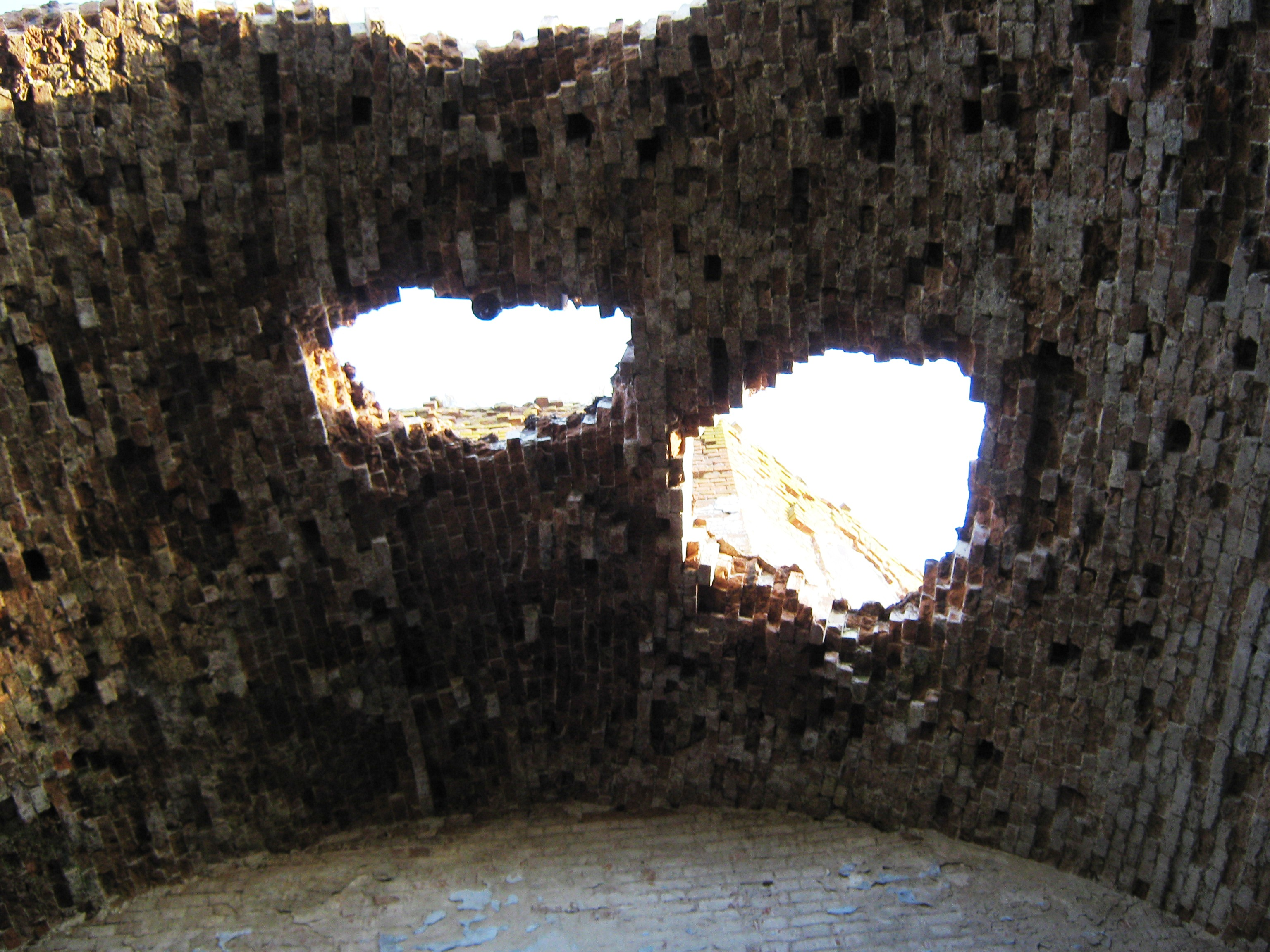
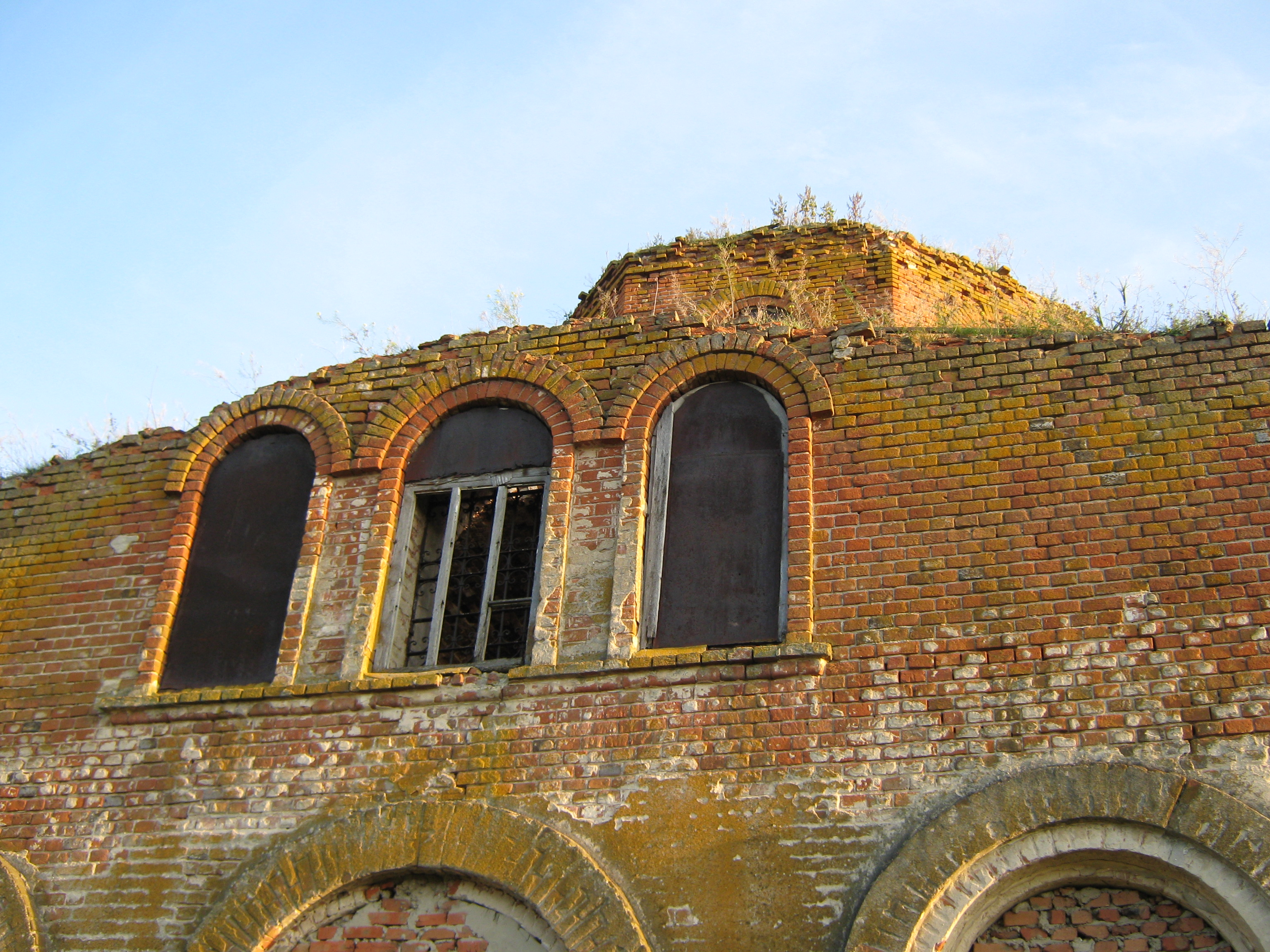

## История
Казанская церковь в селе Крыловка была построена в 1849 году в честь Казанской иконы Божией Матери и в том же году была освящена архиереем Воронежской епархии архиепископом Игнатием. Престолов было два: во имя Казанской иконы Божией Матери и, особо почитаемой в селе, иконы Божией Матери «Живоносный Источник». В 1887 году церковь была перестроена (архитектор Дмитрий Знобишин). Разрушена после революции 1917 года.

## Архитектура
Храм построен в традиционных чертах позднего классицизма. В архитектурном плане церковь представляет собой средокрестие с примыкающими южным и северным приделами. С запада четверика расположена трапезная, а с востока — пятигранная алтарная апсида.

## Современный статус
Церковь Казанской иконы Божией Матери постановлением администрации Воронежской области N 850 от 14.08.95 г. является объектом исторического и культурного наследия областного значения.